# Barbatula altayensis
Barbatula altayensis е вид лъчеперка от семейство Nemacheilidae. Видът не е застрашен от изчезване.

## Разпространение
Разпространен е в Китай (Синдзян).